# Phylloxiphia noctivago
Phylloxiphia noctivago är en fjärilsart som beskrevs av Kernbach 1957. Phylloxiphia noctivago ingår i släktet Phylloxiphia och familjen svärmare. Inga underarter finns listade i Catalogue of Life.